# Барч, Якоб
Якоб Барч (Барчиус) (нем. Jakob Bartsch; 1600—1633) — немецкий астроном. Доктор медицины, адъюнкт-профессор математики Страсбургского университета. Зять и помощник Иоганна Кеплера (12 марта 1630 года женился на дочери Кеплера Сусанне). Занимался подготовкой и публикацией работ Кеплера. Был душеприказчиком Кеплера, но не смог опубликовать полученные рукописи последнего, поскольку сам тяжело заболел и вскоре скончался. Автор нескольких трактатов по астрономии.
В 1624 году Барч опубликовал три звёздные карты, основанные на данных Тихо Браге, Филиппа Мюллера из Лейпцига и голландских и датских мореплавателей конца XVI — начала XVII веков. Это были: карта северной полусферы, зодиакальные созвездия на карте в виде прямоугольной длинной полосы и карта южных звёзд. На этих картах Барч поместил ряд новых созвездий, впервые появившихся на небесном глобусе Петера Планциуса в 1612 году, голландского богослова, астронома и картографа. Барч не видел этого глобуса сам, но получил информацию и описание новых созвездий от немецкого астронома Исаака Хабрехта II. Из восьми новых созвездий Планциуса 1612 года Барч взял шесть. Однако, в астрономической практике остались только два из них, остальные остались непризнанными астрономическим сообществом. Иногда ошибочно считают, что эти созвездия предложены Барчем, но ему принадлежит только честь первой публикации их в научном издании. Барч дал комментарии к названием новых созвездий.
Созвездия, опубликованные Барчем в 1624 году, заимствованные им из атласа Планциуса 1612 года:
- Петух (лат. Gallus) — сюжет с отречением Петра;
- Муха (Северная Муха)(лат. Vespa) — муха, иногда включаемая в истрию Самсона;
- Верблюд (современный Жираф) — верблюд, привёзший Ревекку в Ханаан к Исааку;
- Иордан (лат. Jordanis) и
- Тигр (лат. Tigrus) — реки, омывающие Эдем;
- Единорог — второе сохранившееся до наших дней созвездие.

Кроме этих шести новых созвездий, на картах присутствуют ещё два новых созвездия, предложенные Планциусом на его первом глобусе 1589 года (Южный Крест) и карте 1592 (Голубь). Тем не менее, авторство этих созвездий приписывают обычно Августину Ройе.